# US GN
Union Sportive de la Gendarmerie Nationale w skrócie US GN – nigerski klub piłkarski grający w nigerskiej pierwszej lidze, mający siedzibę w mieście Niamey.

## Sukcesy
- I liga[1]:
  - mistrzostwo (1): 2021.

- Puchar Nigru[2]:
  - zwycięstwo (1): 2021.

## Występy w afrykańskich pucharach
| Sezon     | Rozgrywki           | Runda              | Kraj                          | Klub                 | Dom | Wyjazd | Dwumecz |
| --------- | ------------------- | ------------------ | ----------------------------- | -------------------- | --- | ------ | ------- |
| 2019/2020 | Puchar Konfederacji | wstępna            | Libia                         | Al-Ittihad Trypolis  | 1–1 | 0–2    | 1–3     |
| 2020/2021 | Puchar Konfederacji | wstępna            | Mali                          | Yeelen Olympique     | 1–1 | 1–0    | 2–1     |
| 2020/2021 | Puchar Konfederacji | 1                  | Algieria                      | JS Kabylie           | 1–2 | 0–2    | 1–4     |
| 2021/2022 | Liga Mistrzów       | 1                  | Burundi                       | Le Messager Ngozi FC | 1–1 | 1–0    | 2–1     |
| 2021/2022 | Liga Mistrzów       | 2                  | Egipt                         | Al-Ahly Kair         | 1–1 | 1–6    | 1–7     |
| 2021/2022 | Puchar Konfederacji | play-off           | Demokratyczna Republika Konga | DC Motema Pembe      | 2–0 | 0–1    | 2–1     |
| 2021/2022 | Puchar Konfederacji | gr. D (4. miejsce) | Maroko                        | Renaissance Berkane  | 2–2 | 3–5    | 5–7     |
| 2021/2022 | Puchar Konfederacji | gr. D (4. miejsce) | Tanzania                      | Simba SC             | 1–1 | 0–4    | 1–5     |
| 2021/2022 | Puchar Konfederacji | gr. D (4. miejsce) | Wybrzeże Kości Słoniowej      | ASEC Mimosas         | 2–0 | 1–2    | 3–2     |

## Stadion
Domowe mecze klub rozgrywa na stadionie o nazwie Stade Général Seyni Kountché w Niamey, który może pomieścić 35 000 widzów.

## Reprezentanci kraju grający w klubie
Stan na styczeń 2023.
| - Abdoul Moumouni Adamou - Victorien Adebayor - Gafarou Adeleke - Abdoul Kader Arzakou - Abdoul Nasser Barkiré - Jimmy Bulus - David Daogo - Moumouni Darankoum - Boubacar Haïnikoye - Mohamed Idrissa Karimou | - Abdoul Kader Kassali - Souleymane Lawali - Hamissou Mallam - Yacine Massamba - Moussa Kassa Moudou - Youssouf Oumarou - Abdoul Razak Seyni - Omar Soumaïla - Idrissa Tahirou - Ashraf Agoro |